# Hollick-Kenyon-Plateau
Das Hollick-Kenyon-Plateau ist eine zwischen 1200 und 1800 m hohe, große und nahezu strukturlose Hochebene im westantarktischen Ellsworthland. Sie liegt zwischen dem nördlichen Abschnitt des Ellsworthgebirges im Osten und Mount Takahe sowie den Crary Mountains im Westen.
Der US-amerikanische Polarforscher Lincoln Ellsworth entdeckte sie während seines Transantarktisfluges am 23. November 1936. Das Advisory Committee on Antarctic Names benannte sie 1947 nach Ellsworths Piloten Herbert Hollick-Kenyon (1897–1975).